# Fuga del Fuerte de San Cristóbal
La fuga del Fuerte de San Cristóbal es un suceso que se produjo el 22 de mayo de 1938 en Navarra, en el contexto de la Guerra civil española; en la historia mundial de las evasiones es una de las más destacadas, tanto por el número de fugados como por sus consecuencias.[cita requerida]

## Prisión
El fuerte nunca llegó a ser usado con fines defensivos por la aparición de la aviación, que volvió obsoleta este tipo de estructuras. Sin embargo, se utilizó como penal militar desde 1934 hasta 1945, algo para lo que no había sido concebido y para lo que se precisó la construcción de muros de separación entre las dependencias carcelarias y las de los guardianes, demolidos a principios del siglo XXI.
Finalizada la Revolución de octubre de 1934, centenares de presos asturianos y eibarreses fueron encerrados en estas galerías, entre ellos el escritor Toribio Etxeberria, ya que, aunque no había formado parte de la revuelta, asumió los hechos. Desde el principio, la falta de higiene y salubridad provocaron denuncias con exigencias de traslado de los presos y del cierre de la edificación como penal.

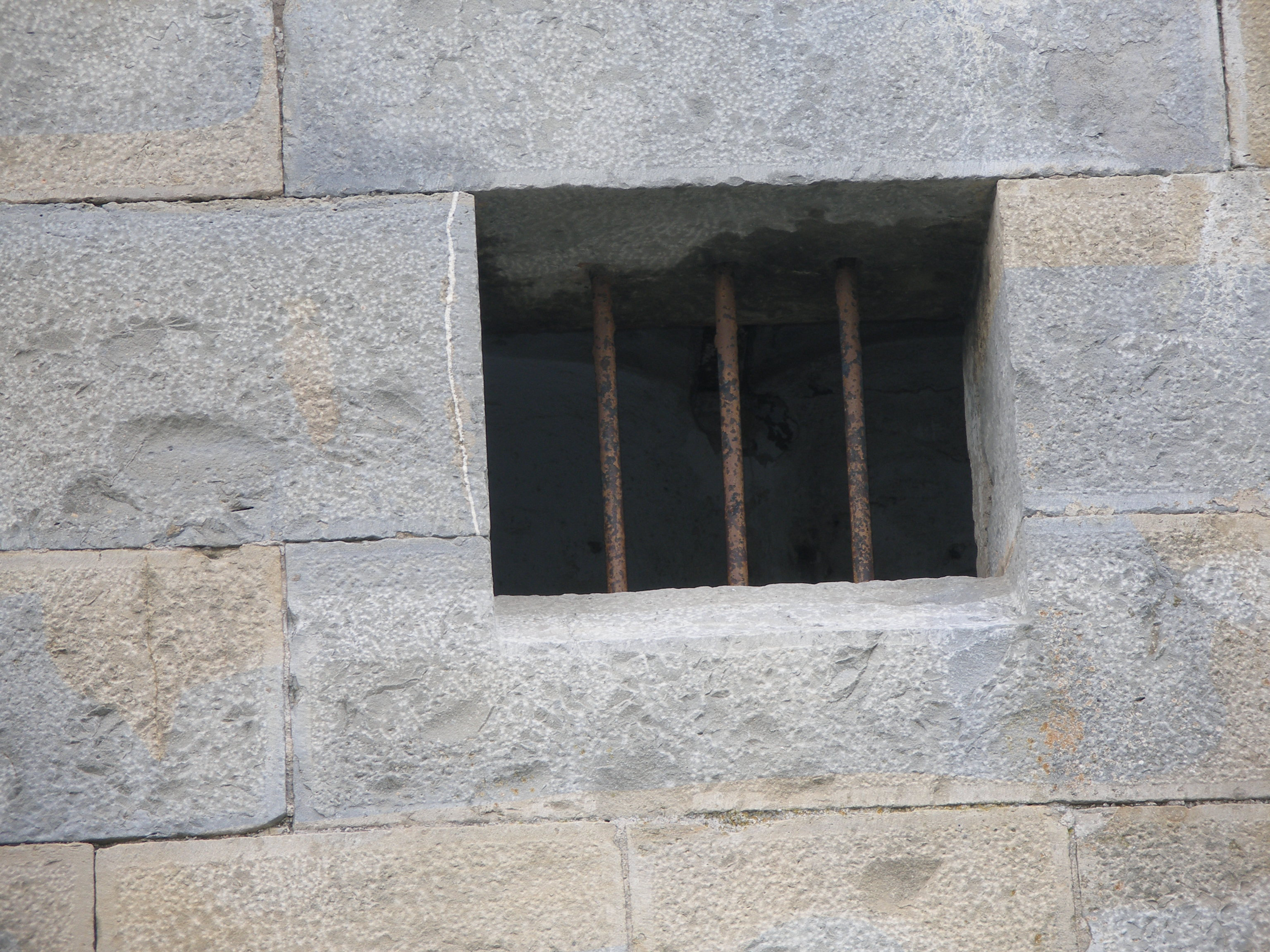
Rejas en una ventana del Fuerte de San Cristóbal.

En septiembre de 1935, las malas condiciones de reclusión llevaron a la muerte a un miembro de la CNT de Santander, lo cual motivó paros en Pamplona. El fallecimiento de otro preso produjo posteriormente protestas en toda España y un motín en el fuerte, que fue reprimido mientras en Pamplona era secundado por un paro general. Numerosos ayuntamientos solicitaron el cierre del penal y el traslado de los 750 presos a otras cárceles. Los traslados se iniciaron en noviembre del mismo año.
En febrero de 1936, tras el triunfo del Frente Popular se decretó una amnistía para los presos políticos, de los cuales 400 estaban en el fuerte de San Cristóbal. Al salir, los presos denunciaron las condiciones en las que estaban y culpabilizaron de ello al exministro de Justicia Rafael Aizpún.
A partir del golpe militar de julio de 1936, en el que Navarra quedó bajo el control de los sublevados, volvió a llenarse el penal y, en pocos meses, tenía una población de unos 2500 presos. A muchos de ellos, sobre todo navarros y algunos riojanos, se les anunciaba la "puesta en libertad" y, cuando iniciaban el descenso del monte, eran abatidos.

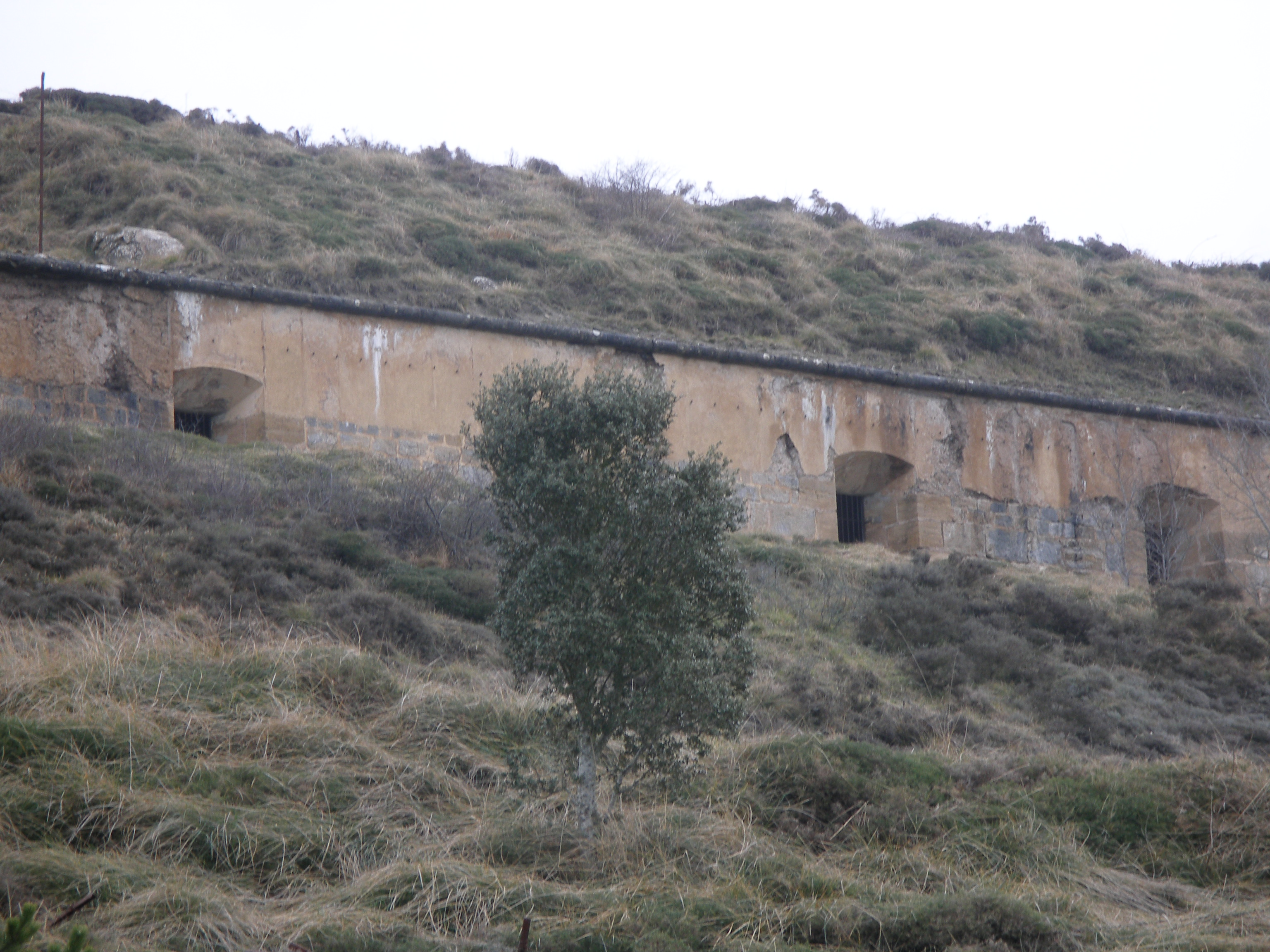
Piso superior.

Entre el 1 de enero de 1937 y el 6 de julio de 1945, fecha del cierre como penal, consta la muerte de 305 presos por motivos variados, predominando la "desnutrición" y los "paros cardíacos". Muchos de los fallecimientos estaban relacionados con la tuberculosis, ya que era centro receptor de otras cárceles con presos convalecientes por esta enfermedad como "Sanatorio Penitenciario". En el listado, hay 25 nombres en los que figura "traumatismo" como causa de la muerte, pero la causa real fue fusilamiento. El 1 de noviembre de 1936 fueron ejecutados 21 de ellos y los otros cuatro el 17 de noviembre del mismo año. La mayor mortalidad se dio en los años 1941 con 51 personas y 1942 con 61.
Aunque aun no hay constatación, todo apunta a que en esta prisión también se produjeron sacas al inicio de la guerra, como la del 1 de noviembre de 1936 ya mencionada, en la que habrían muerto 21 reos por "traumatismos".
A todo lo anterior hay que añadir los 206 muertos en relación con la fuga del fuerte en el año 1938.
Asun Larreta, presidenta de la Asociación de fusilados de Navarra, refiere que a todas estas cifras hay que añadir unos 200 desaparecidos, que no constan en los archivos y que en su mayoría fueron asesinados.
Según el libro de registro, 4797 reos fueron apresados en el fuerte entre los años 1934 y 1940. Realmente hoy podemos asegurar que fueron más de 6000 los presos que pasaron por San Cristóbal. La Asociación Txinparta-Fuerte San Cristóbal, Red de Memoria Colectiva va completando los nombres de los presos que no aparecen en ese libro de registro, unos por haberse perdido alguno de los tomos de registro y otros por no haber sido registrados en ellos, principalmente los presos gubernativos de los primeros meses posteriores al 18 de julio del 36.

## La fuga
En 1938 había 2487 personas detenidas, en su mayoría dirigentes políticos y sindicales y militantes revolucionarios y republicanos. Estos sufrían de maltratos y vejaciones como palizas, hambre extrema y piojos, habiendo constancia de la muerte por esas condiciones de 305 presos, contabilizadas del 1 de enero de 1937 al 6 de julio de 1945, fecha del cierre como penal, como se ha relatado con anterioridad.

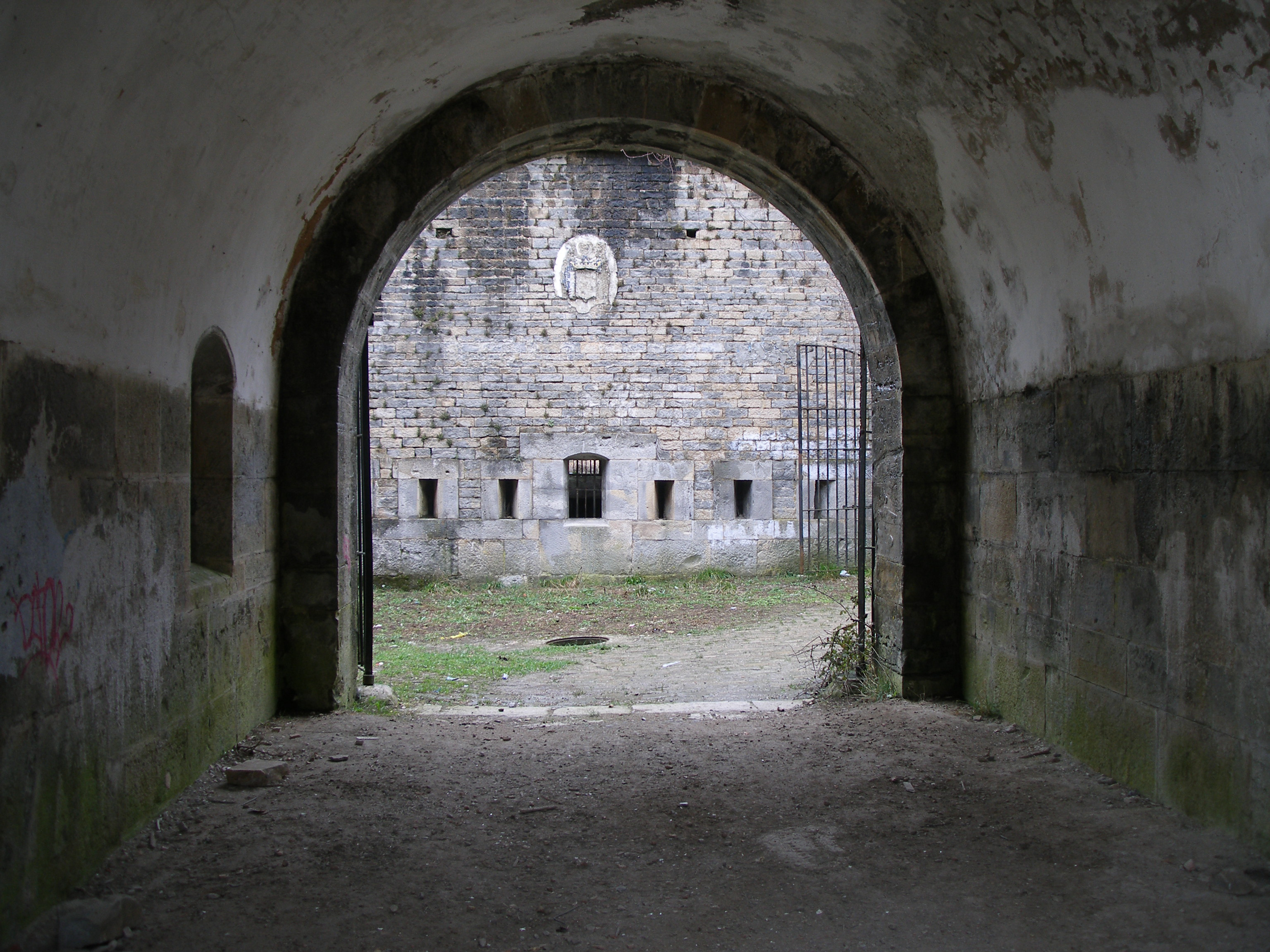
Pasillo de entrada del fuerte de San Cristóbal.

La fuga fue preparada por unos treinta presos, que utilizaron la lengua Esperanto para poder comunicarse sin ser entendidos por los demás. La operación se inició a la hora de la cena, momento en que había más dispersión de los guardianes. En distintos grupos fueron desarmando a varios de ellos y, tras coger su armamento, se dirigieron a donde estaba cenando la compañía de soldados de guardia. Un soldado opuso resistencia y murió como consecuencia de un golpe con una barra. Posteriormente se rindieron los soldados de las garitas. En una media hora el fuerte fue tomado por los reclusos, que luego salieron de las instalaciones de la prisión.
Un soldado que volvía de Pamplona, percibió lo que estaba ocurriendo y bajó a la ciudad a dar la voz de alarma. Además, un preso, el falangista Ángel Alcázar de Velasco, encarcelado tras los sucesos de abril de 1937 en Salamanca, también corrió monte abajo para avisar.
Cuando los camiones de los militares con reflectores se acercaron hacia el fuerte, algunos de los presos desistieron en su fuga, de tal forma que fueron contabilizados 1692 presos a las 3.30 de la madrugada. Se fugaron, por tanto, 795 de los detenidos, que iban mal calzados y vestidos, desnutridos, con escasos fusiles y en desbandada, sin organizar un plan de huida. Se inició inmediatamente la caza de los mismos, que sin resistencia fueron abatidos o detenidos. Consta que el mismo día 23 se detuvo a 259 evadidos. Para el día 24 ya eran 445. El último fue capturado el 14 de agosto, tres meses después, siendo apodado "Tarzán" por haber aguantado tanto tiempo solo en el monte.

De los 795 fugados, fueron detenidos 585, pasando solo tres de ellos la frontera francesa. Se identificaron 187 cadáveres, a los que hay que añadir 20 muertos más sin identificar. Esto da, según la contabilidad del fuerte, cuatro más, que pudieran ser huidos de la represión en la retaguardia encontrados tras las pesquisas desarrolladas para capturar a los fugados del fuerte. Aunque la mayor parte pereció en Ezcabarte, que es la cara norte del monte, en Oláibar y en Baztán, la mayoría está registrada en Ansoáin, en la falda sur del monte. De los capturados, 17 fueron sometidos a juicio acusados de ser cabecillas, uno fue internado en el manicomio de Pamplona y 14 de ellos fueron condenados a muerte. Estos fueron fusilados en la Vuelta del Castillo, detrás de la ciudadela, el 8 de septiembre de ese mismo año: Gerardo Aguado Gómez, Teodoro Aguado Gómez, Bautista Álvarez Blanco, Calixto Carbonero Nieto, Antonio Casas Mateo, Daniel Elorza Ormaetxea, Antonio Escudero Halconero, Ricardo Fernández Cabal, Francisco Herrero Casado, Francisco Hervás Salomé, Primitivo Miguel Frechilla, Miguel Nieto Gallego, Rafael Pérez García y Baltasar Rabanillo Rodríguez.

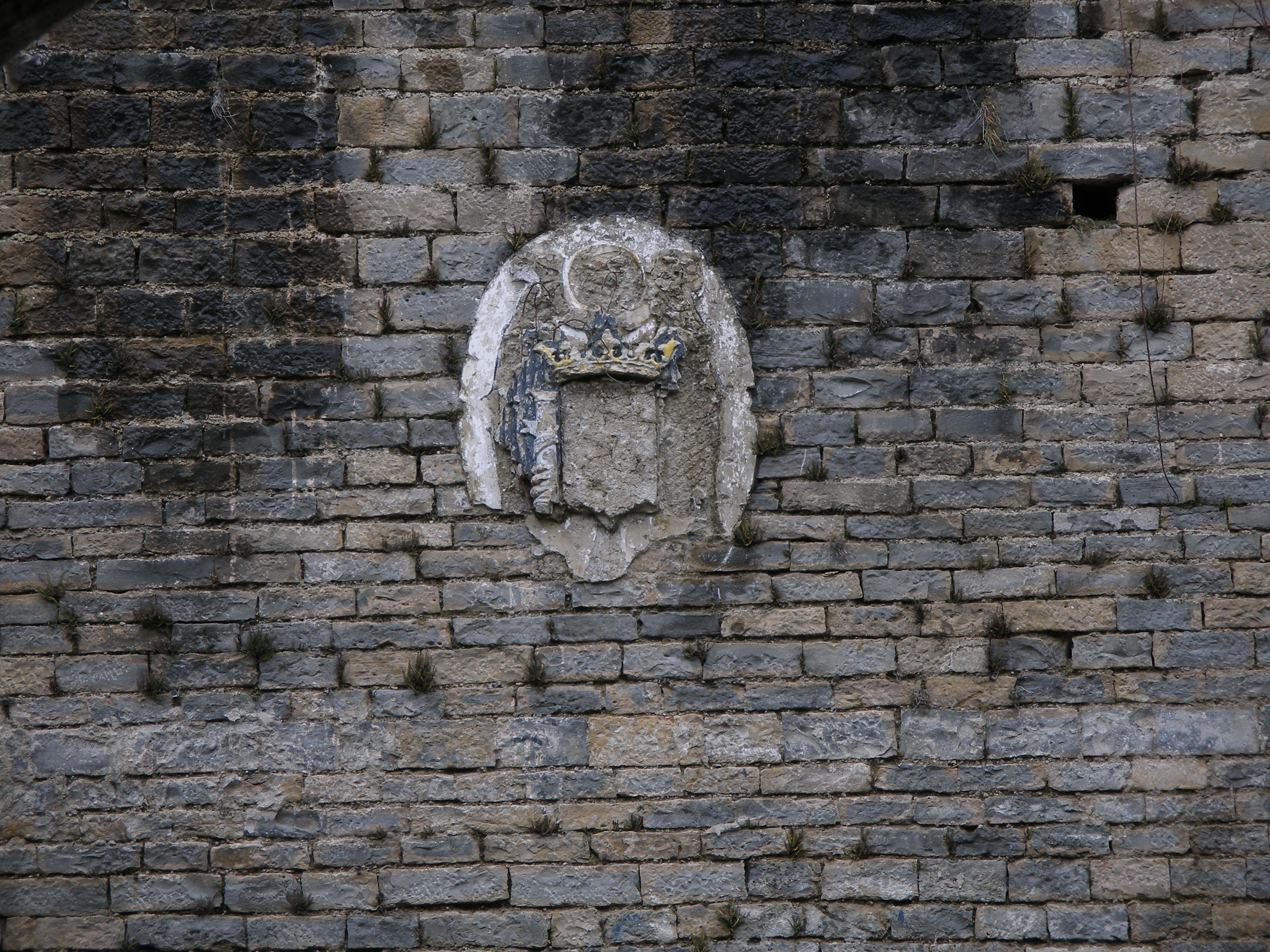
Detalle del escudo franquista en la entrada del fuerte.

En las posteriores diligencias aparece el delator falangista Ángel Alcázar de Velasco, que vio reducida su pena. Con la reducción de penas también se vieron beneficiados otros 60 internos por colaborar. El director del establecimiento, Alfonso de Rojas, fue destituido de su cargo luego del hecho.
Seguidamente, se hace una referencia, según su origen, de los abatidos en los montes, de mayor a menor cuantía:
- 26 de Pontevedra;
- 21 de Valladolid;
- 17 de Segovia;
- 14 de La Coruña;
- 13 de León;
- 9 de Salamanca;
- 8 de Navarra;
- 7 de Burgos;
- 6 de Cáceres;
- 5 de Asturias,[5] los mismos de las provincias de Orense y de Vizcaya, respectivamente;
- 4 de cada una de las provincias de Álava, Cantabria y Lugo;
- 3 de cada, de Guipúzcoa, Jaén, Palencia y La Rioja;
- 2 de cada, de Barcelona, Ciudad Real, Huelva, Madrid, Portugal, Toledo, Valencia, Zamora y Zaragoza;
- 1 de las provincias de Alicante, Ávila, Badajoz, Cádiz, Cuenca, Granada, Murcia y Soria.

El total de muertos como consecuencia de la fuga ascendió a 206 personas.

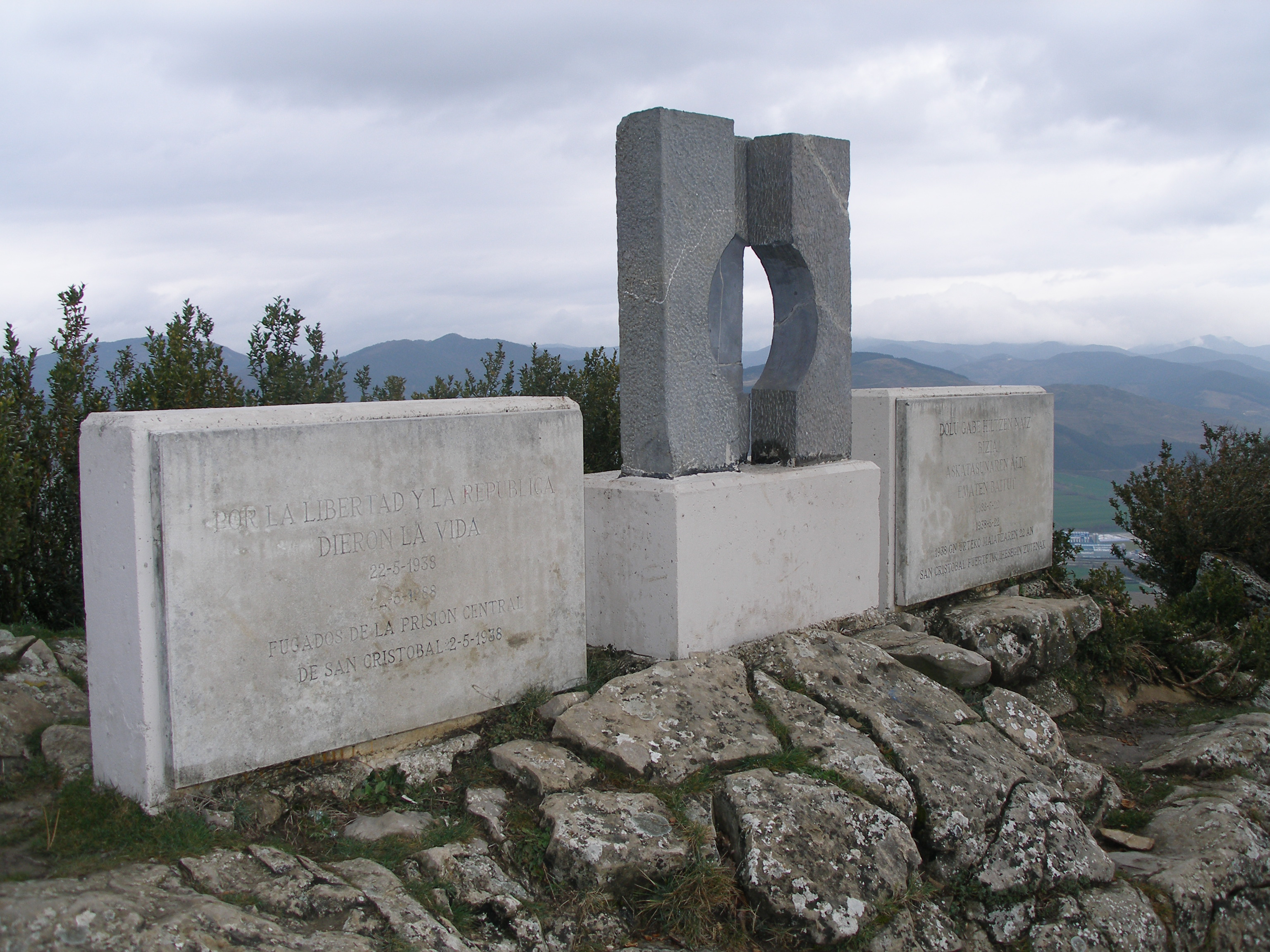
Monumento erigido en el monte Ezcaba, en homenaje a los caídos por la Libertad y la República. Atacado en tres ocasiones, con el último destrozo en agosto de 2009.

## Homenajes
En 1988, con motivo del 50 aniversario, se erigió un monumento en homenaje a los fugados y caídos por la libertad y la República, que se encuentra escondido entre la maleza en un tramo descendente del monte Ezcaba. Fue vandalizado en tres ocasiones y la última vez fue destruido a mazazos en agosto de 2009 por miembros de la extrema derecha. Este último ataque fue condenado por todos los partidos políticos con excepción del Partido Popular de Navarra.
En homenaje a las 206 víctimas mortales del fuerte, de las que se tiene constancia su enterramiento en varios cementerios de las proximidades al monte Ezcaba, se están colocando 12 placas con sus nombres desde mayo de 2009. Se instalarán en Aizoáin con el nombre de diez presos; en Ansoáin, 20 nombres; en Añezcar, 15; en Artica, 17; en Barañáin, 12; en Berrioplano, 14; en Berriosuso, 13; en Berriozar, 47; en Elcarte, 17; en Larragueta, 12; en Loza, 15; en Oteiza, 13. En algunos casos han sido destruidas de forma vandálica, como es el caso de Artica y Aizoáin, entre otros ataques.
El grupo de rock Barricada ha dedicado, en su disco La tierra está sorda, una canción en homenaje a los fugados, titulada 22 de mayo.

## Actualidad
El Ejército abandonó las instalaciones en 1987, quedando un retén militar de vigilancia hasta 1991. En los 90 fue utilizado ilegalmente como granja avícola por un breve periodo de tiempo. A fecha actual se encuentra abandonado, siendo propiedad del Ministerio de Defensa.
El fuerte ha sido declarado "Bien de Interés Cultural" por la Dirección General de Bellas Artes en el año 2001.
Desde septiembre de 2007, la Sociedad de Ciencias Aranzadi y la Sociedad Cultural Txinparta, junto con la Asociación de Familiares de Fusilados de Navarra, están procediendo a la exhumación de cadáveres en una zona próxima al fuerte. El historiador José María Jimeno Jurío señaló este lugar como posible cementerio. En principio, se procederá a la exhumación de unos 25 de los 131 cuerpos enterrados en este lugar. Los restos óseos encontrados hasta ahora presentaban a la altura de las rodillas una botella y en su interior datos personales del fallecido. Sin embargo, los corchos que las tapaban se han deteriorado en una gran parte de ellas, habiéndose perdido la información que contenían. Los restos enterrados en el lugar son de personas que murieron en el recinto carcelario entre los años 1941 y 1944 a causa de diversas enfermedades respiratorias, como tuberculosis o neumonía. En octubre de 2008, el juez Baltasar Garzón ordenó continuar con la exhumación de esta fosa. Esta orden pretendía obligar a iniciar o continuar la investigación de diecinueve fosas en donde se encuentran víctimas republicanas de la Guerra Civil. Esta orden fue paralizada el 7 de noviembre por la Audiencia Nacional a petición de la Fiscalía, por no considerar las exhumaciones diligencias "necesarias para comprobar el delito o de reconocida urgencia". Posteriormente, el 18 de noviembre, el juez decidió inhibirse en favor de los juzgados territoriales y finalmente, diez días después, la Audiencia Nacional dictó que el juez Garzón no puede investigar los delitos franquistas, decisión tomada con catorce votos a favor y tres en contra.
El Congreso de los Diputados, en noviembre de 2007, por iniciativa de Nafarroa Bai aprobó la inversión de 500 000 € para tareas de limpieza y acondicionamiento del fuerte con el fin de evitar el derrumbe del mismo. Se preveía realizar los trabajos a lo largo de 2008, siendo ejecutados con retraso y finalizados en mayo de 2009. En estas obras se eliminaron todos los muros que se añadieron para la función de prisión así como la cocina de la cárcel. Durante los fines de semana del mes de junio de 2009 se abrió al público en visitas guiadas, en las que algunas dependencias no fueron mostradas.

## Filmografía
- Ezkaba, la gran fuga de las cárceles franquistas (2006), de Iñaki Alforja.
- La Gran Fuga de Ezkaba - Documental (2018), de Ibai Andreu y Alumnos y alumnas 4ºESO (2017-2018) IESO Iñaki Ochoa de Olza.